# Acronicta euphorbiae

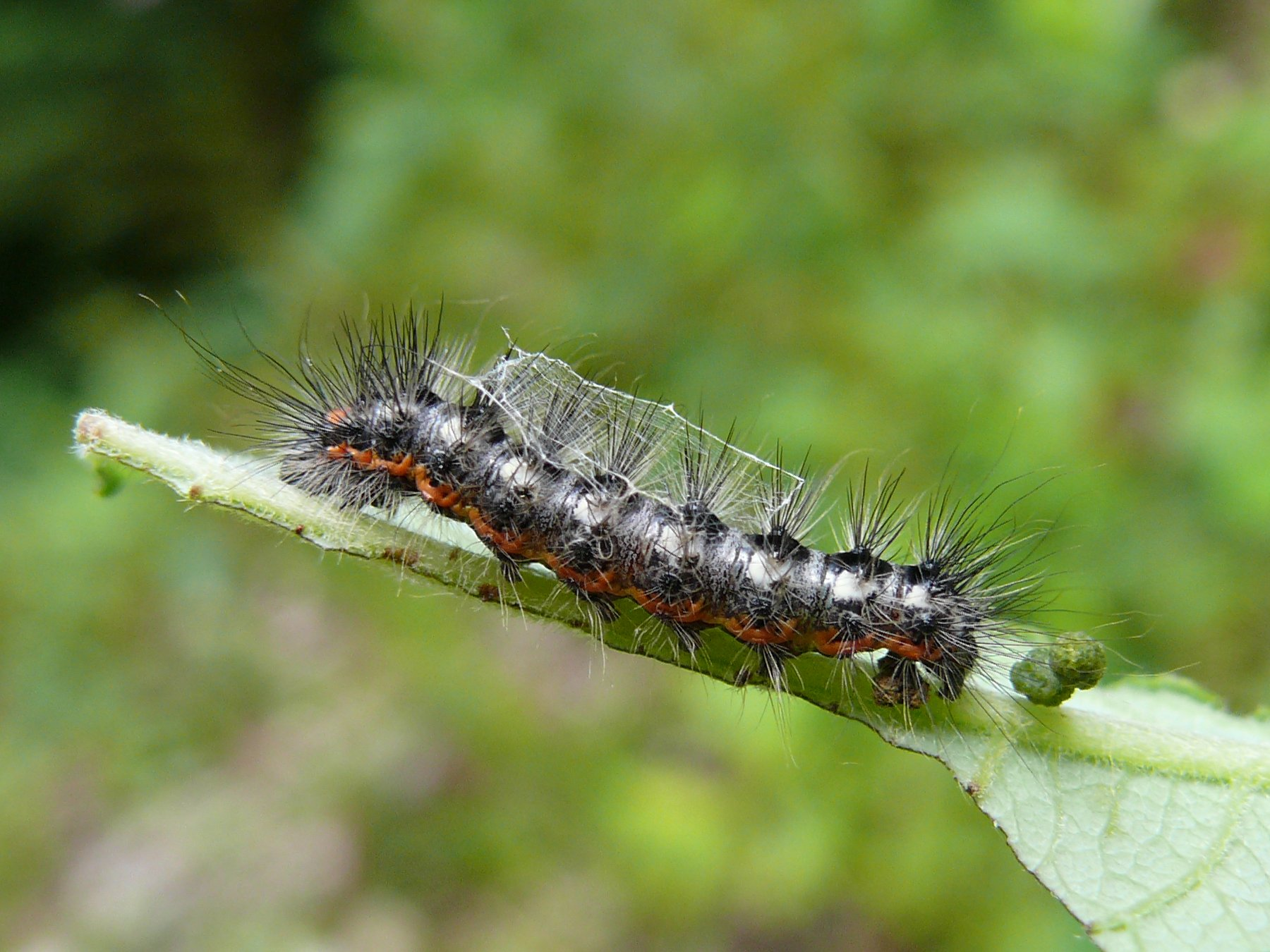
Sweet Gale Moth larva

Acronicta euphorbiae (tên tiếng Anh: Sweet Gale Moth) là một loài bướm đêm thuộc họ Noctuidae. Loài này phân bố ở hầu hết châu Âu.
Sải cánh dài 32–40 mm. Con trưởng thành bay vào ban đêm từ tháng 5 đến tháng 6 .
Ấu trùng ăn moorplants like Heather và Bog-Myrtle.

## Hình ảnh

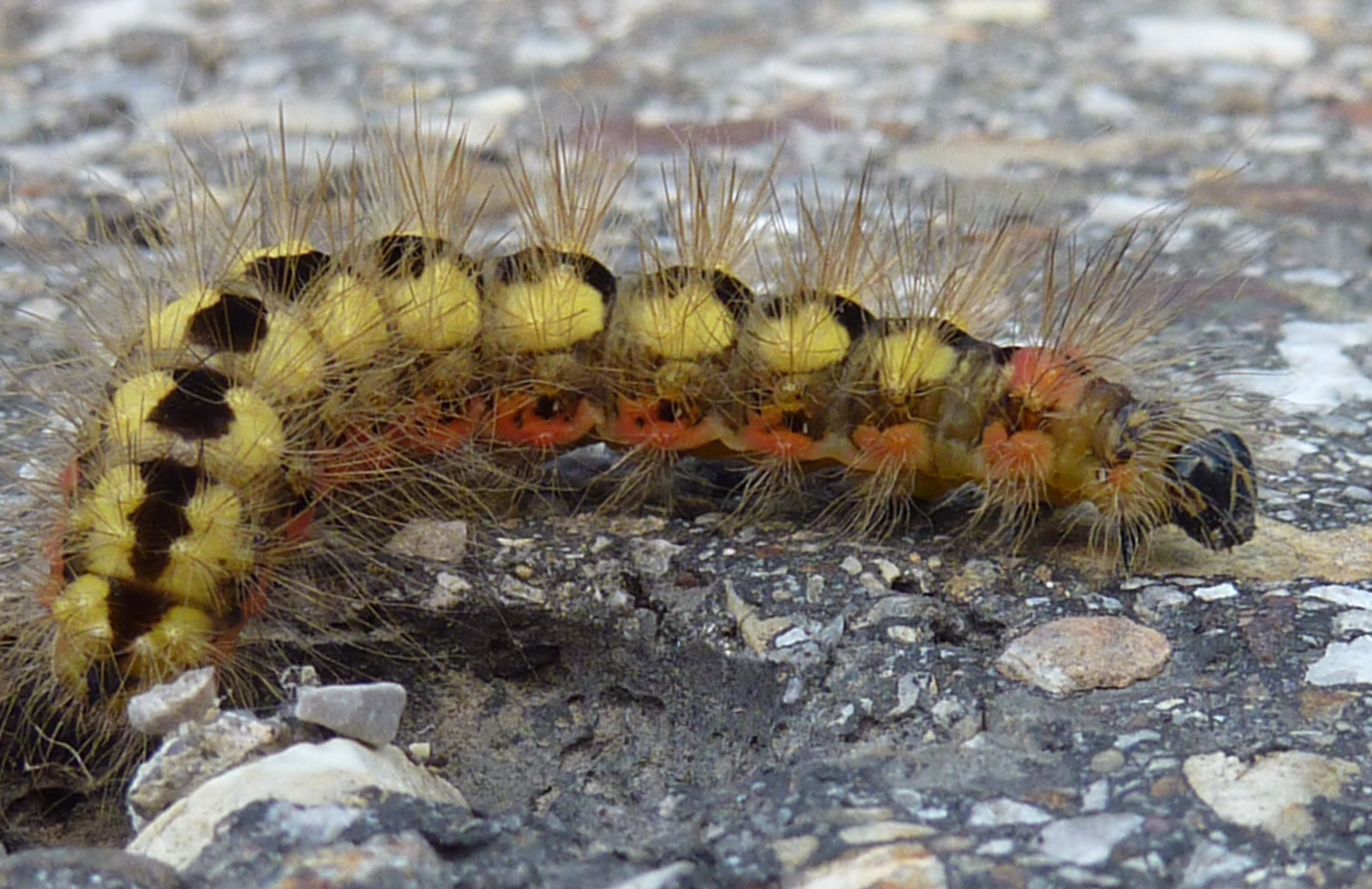
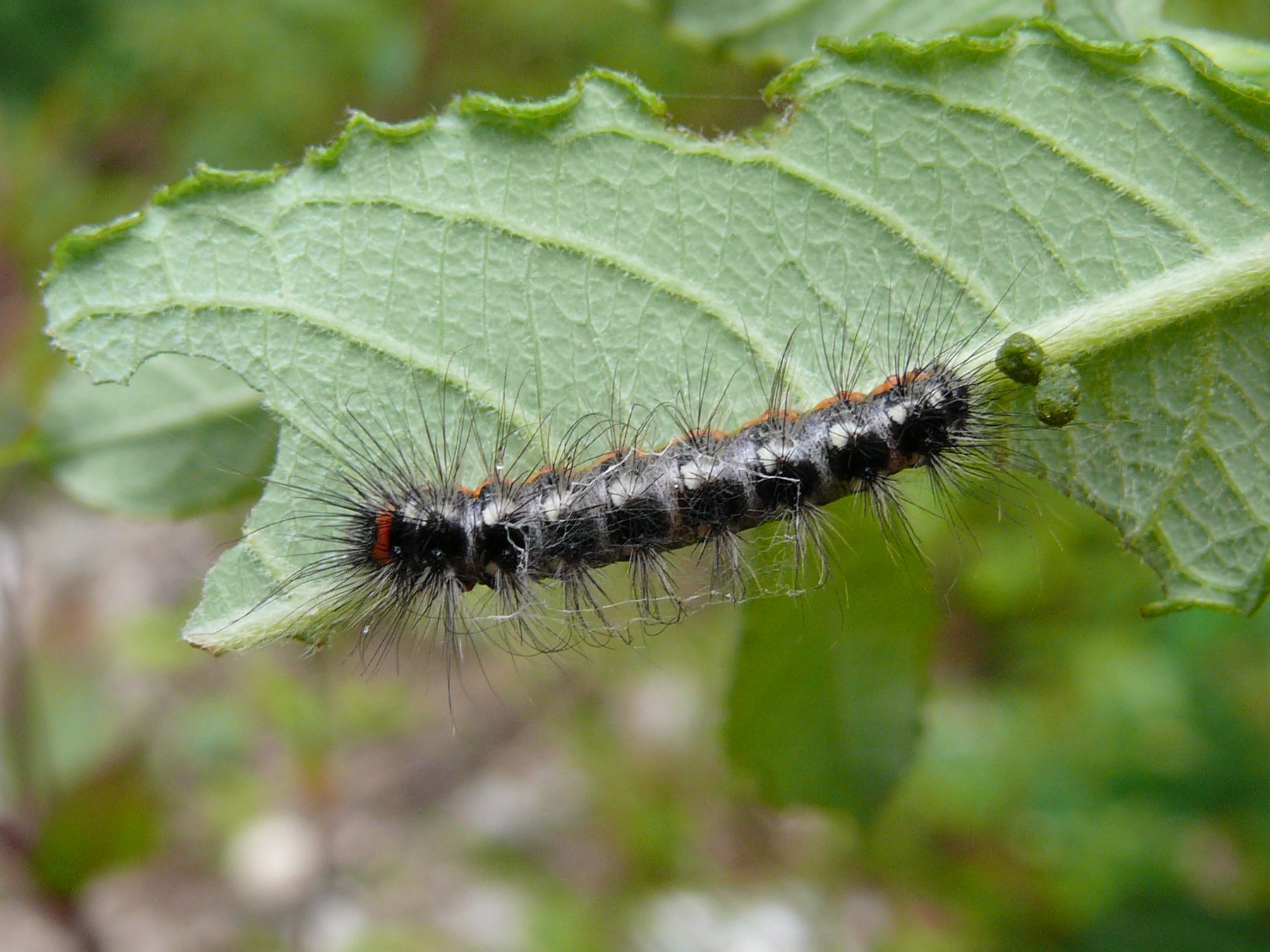
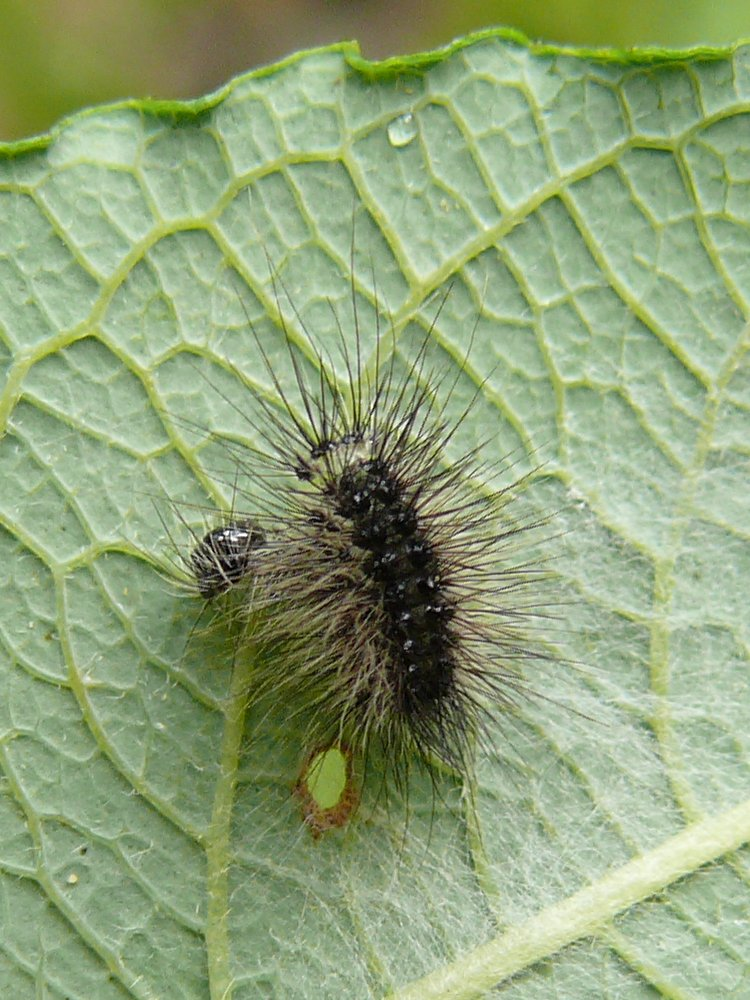
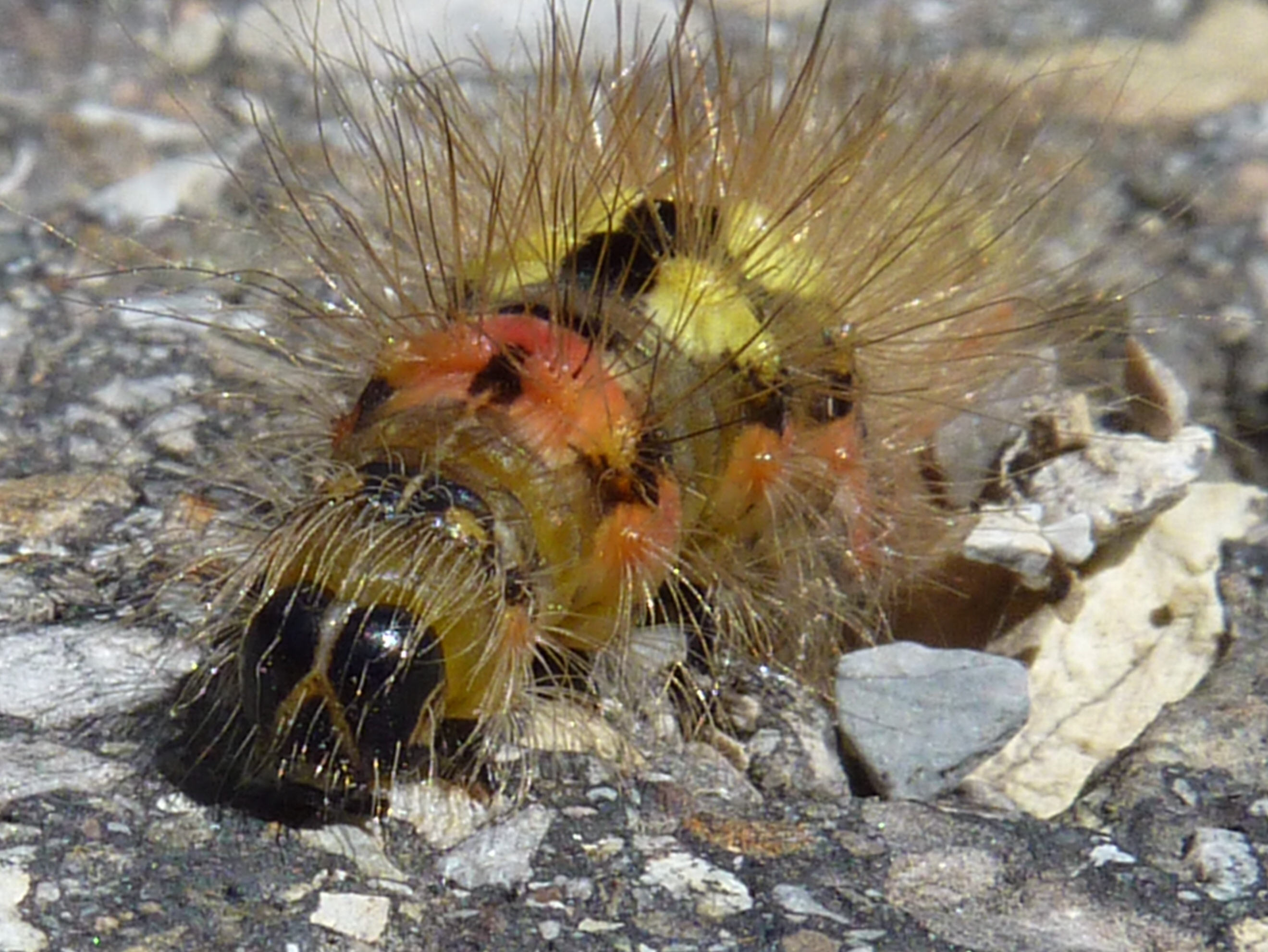